# Natalja Schadrina
Natalja Borissowna Schadrina (russisch Наталья Борисовна Шадрина, serbisch-kyrillisch Наталиа Схадрина; * 21. April 1990 in Gussinoje Osero, Burjatien) ist eine serbische Boxerin russischer Herkunft im Leichtgewicht.

## Karriere

### Russland
Schadrina wurde 2014 Russische Meisterin im Leichtgewicht und darüber hinaus in den Jahren 2011, 2013, 2015, 2016, 2017 und 2018 Vizemeisterin dieser Gewichtsklasse. 2019 konnte sie an der Weltmeisterschaft in Ulan-Ude teilnehmen, wo sie einen 5. Platz erreichte; nach Siegen gegen Imane Khelif, Devi Laishram und Dayana Cordero, war sie im Viertelfinale knapp mit 2:3 gegen Beatriz Ferreira unterlegen.

### Serbien
Anschließend boxte sie für Serbien und gewann 2021 den nationalen Meistertitel im Leichtgewicht. Bei der Europameisterschaft 2022 in Budva verlor sie in der Vorrunde gegen Agnes Alexiusson und erreichte bei der Weltmeisterschaft 2022 in Istanbul einen 5. Platz, zudem schied sie bei der Weltmeisterschaft 2023 in Neu-Delhi in der zweiten Vorrunde aus. Bei den Europaspielen 2023 in Krakau erreichte sie dann mit Siegen gegen Alessia Mesiano, Sara Beram und Gizem Özer, sowie einer Niederlage im Finale gegen Kellie Harrington den zweiten Platz. 2024 gewann sie dann den Europameistertitel im Leichtgewicht, nachdem sie sich jeweils gegen Ala Iwaschkewitsch, Miroslava Jedináková, Kellie Harrington und Nune Asatrian durchgesetzt hatte.
Bei den Olympischen Spielen 2024 in Paris schlug sie Dounia Khelif, ehe sie im Viertelfinale mit 2:3 gegen Yang Wenlu auf einem 5. Platz ausschied. Bei der Weltmeisterschaft 2025 in Niš gewann sie eine Bronzemedaille.